# دافيد هولمان
دايفيد فرنسيس (بالمجرية: Holman Dávid) هو لاعب كرة قدم مجري، ولد في 17 مارس 1993 في بودابست في المجر. شارك مع منتخب المجر تحت 19 سنة لكرة القدم ومنتخب المجر تحت 21 سنة لكرة القدم. أما مع النوادي، فقد لعب مع دوناكانيار-فاك ولخ بوزنان ونادي دبرتسني ونادي فيرينتسفاروشي.

## وصلات خارجية
- دافيد هولمان على موقع الاتحاد الأوربي (الإنجليزية)
- دافيد هولمان على موقع اتحاد المجر (الهنغارية)
- دافيد هولمان على موقع قاعدة بيانات كرة القدم.إي يو (الإنجليزية)
- دافيد هولمان على موقع ناشيونال فوتبول تيمز (الإنجليزية)
- دافيد هولمان على موقع Soccerway.com (الإنجليزية)
- دافيد هولمان على موقع AS.com (الإسبانية)